# Геоархеология
Геоархеология — междисциплинарная научная область, объединяющая методы археологии, географии, геологии, геофизики и других наук о Земле. Её цель — изучение взаимодействия древних человеческих обществ с окружающей средой, а также реконструкция природных условий, влиявших на формирование культурных ландшафтов в историческом и доисторическом прошлом.
Основные направления исследований включают анализ четвертичных отложений, палеопочв, археологических артефактов и останков. Для реконструкции палеосреды геоархеологи применяют современные технологии, такие как геоинформационные системы (ГИС), цифровые модели рельефа (ЦМР), а также методы дистанционного зондирования. Эти инструменты интегрируются с данными гуманитарных и естественных наук для комплексного анализа взаимодействия человека и природы.

## Известные учёные
Среди ключевых исследователей, внесших вклад в развитие геоархеологии в СССР и России:
- Цейтлин, Семён Маркович (1920—1996) — специалист по палеогеографии каменного века;
- Сулержицкий, Леопольд Дмитриевич (1929—2012) — эксперт в области радиоуглеродного датирования и палеоэкологии;
- Величко, Андрей Алексеевич (1931—2015) — основатель палеоклиматических реконструкций в контексте археологических памятников.